# Інтенсивні та екстенсивні властивості
Фізичні або хімічні властивості матеріалів і систем часто можна класифікувати як інтенсивні або екстенсивні відповідно до того, як властивість змінюється зі зміною розміру (або масштабу) системи. Терміни «інтенсивні та екстенсивні величини» були введені у фізику німецьким математиком Георгом Гельмом у 1898 році та американським фізиком і хіміком Річардом Толменом у 1917 році.
Відповідно до Міжнародного союзу теоретичної та прикладної хімії (IUPAC), інтенсивна властивість або інтенсивна величина — це величина, яка не залежить від розміру системи. Інтенсивна властивість не обов'язково однорідно розподілена в просторі; вона може змінюватися від місця до місця в тілі матерії та випромінювання. Приклади інтенсивних властивостей включають температуру, T ; показник заломлення, n ; густину, ρ ; і твердість, η.
Навпаки, екстенсивна властивість або екстенсивна величина — це величина, яка є адитивною для підсистем. Приклади включають масу, об'єм і ентропію.
Не всі властивості матерії належать до цих двох категорій. Наприклад, квадратний корінь з об'єму не є ні інтенсивним, ні екстенсивним. Якщо розмір системи подвоюється шляхом зіставлення з другою ідентичною системою, значення інтенсивної величини дорівнює значенню для кожної підсистеми, а значення екстенсивної величини вдвічі перевищує значення для кожної підсистеми. Проте величина {\displaystyle {\sqrt {V}}} замість цього помножується на {\displaystyle {\sqrt {2}}}.

## Інтенсивні властивості та величини
Інтенсивна властивість — це фізична величина, значення якої не залежить від кількості речовини, для якої вимірюється властивість. Найбільш очевидними інтенсивними величинами є співвідношення екстенсивних величин. В однорідній системі, поділеній на дві половини, усі її екстенсивні властивості, зокрема її об'єм і маса, діляться на дві половини. Усі його інтенсивні властивості, такі як відношення маси до об'єму (щільність) або об'єму до маси (питомий об'єм), повинні залишатися однаковими в кожній половині.
Температура системи, яка перебуває в стані теплової рівноваги, така ж, як температура будь-якої її частини, тому температура є інтенсивною величиною. Якщо система розділена стінкою, яка проникна для тепла або речовини, температура кожної підсистеми однакова. Крім того, температура кипіння речовини є інтенсивною властивістю. Наприклад, температура кипіння води 100 °C при тиску в одну атмосферу, не залежить від кількості води, яка залишилася в рідкому стані.
Будь-яку екстенсивну величину «E» для зразка можна розділити на об'єм зразка, щоб визначити «щільність E» для зразка; аналогічно, будь-яка екстенсивна величина «E» може бути розділена на масу зразка, щоб стати «питомою E» зразка; екстенсивні величини «E», які були поділені на кількість молей у зразку, називаються «молярними E».
Різниця між інтенсивними та екстенсивними властивостями має певне теоретичне застосування. Наприклад, у термодинаміці стан простої стисливої системи повністю визначається двома незалежними інтенсивними властивостями разом з однією екстенсивною властивістю, такою як маса. Інші інтенсивні властивості виводяться з цих двох інтенсивних величин.

### Приклади
Приклади інтенсивних властивостей включають:
- густина заряду, ρ (or ne)
- хімічний потенціал, μ
- колір[6]
- концентрація, c
- густина енергії, ρ
- магнітна проникність, μ
- густина, ρ (або відносна густина)
- температура плавлення та температура кипіння[7]
- моляльність, m or b
- тиск, p
- показник заломлення
- електропровідність
- питома теплоємність, cp
- питома внутрішня енергія, u
- питоме обертання, [α]
- питомий об'єм, v
- окисно-відновний потенціал,[7] E°
- поверхневий натяг
- температура, T
- теплопровідність
- швидкість v
- в'язкість

Див. список властивостей матеріалів, щоб отримати більш вичерпний список, що стосується конкретно матеріалів.

## Екстенсивні властивості та величини
Екстенсивна властивість — це фізична величина, значення якої пропорційне розміру системи, яку вона описує, або кількості речовини в системі. Наприклад, маса зразка є екстенсивною величиною; це залежить від кількості речовини. Відповідною інтенсивною величиною є щільність, яка не залежить від кількості. Щільність води становить приблизно 1 г/мл, незалежно від того, чи розглядається крапля води чи басейн, але маса в обох випадках різна.
Ділення однієї екстенсивної властивості на іншу екстенсивну властивість зазвичай дає інтенсивне значення, наприклад: маса (екстенсивна величина), поділена на об'єм (екстенсивна величина), дає щільність (інтенсивна величина).
Приклади екстенсивних властивостей включають:
- кількість речовини, n
- ентальпія, H
- ентропія, S
- вільна енергія Гіббза, G
- теплоємність, Cp
- вільна енергія Гельмгольца, A or F
- внутрішня енергія, U
- механічна жорсткість, K
- маса, m
- об'єм, V

## Спряжені величини
У термодинаміці деякі екстенсивні величини вимірюють кількості, які зберігаються в термодинамічному процесі перенесення. Вони переносяться через стінку між двома термодинамічними системами або підсистемами. Наприклад, види речовини можуть переноситися через напівпроникну мембрану. Подібним чином об'єм можна розглядати як перенесений у процесі, під час якого відбувається рух стінки між двома системами, збільшуючи об'єм однієї та зменшуючи об'єм іншої на однакову величину.
З іншого боку, деякі екстенсивні величини вимірюють кількості, які не зберігаються в термодинамічному процесі передачі між системою та її навколишнім середовищем. У термодинамічному процесі, в якому певна кількість енергії передається з навколишнього середовища в систему або з неї у вигляді тепла, відповідна кількість ентропії в системі відповідно збільшується або зменшується, але, загалом, не в тій самій кількості, як у навколишнього середовища. Подібним чином зміна величини електричної поляризації в системі не обов'язково відповідає відповідній зміні електричної поляризації в навколишньому середовищі.
У термодинамічній системі переноси екстенсивних величин пов'язані зі змінами відповідних специфічних інтенсивних величин. Наприклад, перенесення об'єму пов'язане зі зміною тиску. Зміна ентропії пов'язана зі зміною температури. Зміна величини електричної поляризації пов'язана зі зміною електричного поля. Перенесені екстенсивні величини та пов'язані з ними відповідні інтенсивні величини мають розмірності, які множаться, щоб отримати розмірності енергії. Два члени таких відповідних конкретних пар є взаємно спряженими. Будь-яка, але не обидві, зі спряженої пари може бути встановлена як незалежна змінна стану термодинамічної системи. Спряжені установки асоціюються перетвореннями Лежандра.

## Складені властивості
У більш загальному випадку властивості можна комбінувати, щоб отримати нові властивості, які можна назвати похідними або складеними властивостями. Наприклад, базові величини масу й об'єм можна об'єднати, щоб отримати похідну величину густину. Ці складені властивості іноді також можна класифікувати як інтенсивні або екстенсивні. Припустимо, складена властивість {\displaystyle F} є функцією набору інтенсивних властивостей {\displaystyle \{a_{i}\}} і набору екстенсивних властивостей {\displaystyle \{A_{j}\}}, яку можна показати як {\displaystyle F(\{a_{i}\},\{A_{j}\})}. Якщо розмір системи змінюється деяким коефіцієнтом масштабування {\displaystyle \lambda }, зміняться лише екстенсивні властивості, оскільки інтенсивні властивості не залежать від розміру системи. Тоді масштабовану систему можна представити як {\displaystyle F(\{a_{i}\},\{\lambda A_{j}\})}.
Властивість F є інтенсивною властивістю, якщо для всіх значень коефіцієнта масштабування {\displaystyle \lambda },
{\displaystyle F(\{a_{i}\},\{\lambda A_{j}\})=F(\{a_{i}\},\{A_{j}\}).\,}
(Це еквівалентно тому, що інтенсивні складені властивості є однорідними функціями ступеня 0 відносно {\displaystyle \{A_{j}\}}.)
Звідси випливає, наприклад, що співвідношення двох екстенсивних властивостей є інтенсивною властивістю. Для ілюстрації розглянемо систему з певною масою, {\displaystyle m}, і об'ємом, {\displaystyle V}. Щільність, {\displaystyle \rho } дорівнює масі (екстенсивна властивість), поділеній на об'єм (екстенсивна властивість): {\displaystyle \rho ={\frac {m}{V}}}. Якщо система масштабується за фактором {\displaystyle \lambda }, то маса й об'єм стають {\displaystyle \lambda m} і {\displaystyle \lambda V}, а щільність стає {\displaystyle \rho ={\frac {\lambda m}{\lambda V}}}; дві {\displaystyle \lambda } скорочуються, тому це можна записати математично як {\displaystyle \rho (\lambda m,\lambda V)=\rho (m,V)}, що аналогічно рівнянню для {\displaystyle F} вище.
Власність {\displaystyle F} є екстенсивною властивістю, якщо для всіх {\displaystyle \lambda },
{\displaystyle F(\{a_{i}\},\{\lambda A_{j}\})=\lambda F(\{a_{i}\},\{A_{j}\}).\,}
(Це еквівалентно тому, що екстенсивні складені властивості є однорідними функціями ступеня 1 відносно {\displaystyle \{A_{j}\}} .) З теореми Ейлера про однорідну функцію випливає, що
де часткова похідна береться з усіма постійними параметрами крім {\displaystyle A_{j}}. Це останнє рівняння може бути використано для виведення термодинамічних співвідношень.

### Питомі властивості
Питома властивість — це інтенсивна властивість, отримана діленням екстенсивної властивості системи на її масу. Наприклад, теплоємність є екстенсивною властивістю системи. Відношення теплоємності, {\displaystyle C_{p}}, до маси системи дає питому теплоємність, {\displaystyle c_{p}}, що є інтенсивною властивістю. Коли екстенсивна властивість позначається великою літерою, символ відповідної інтенсивної властивості зазвичай позначається малою літерою. Загальні приклади наведено в таблиці нижче.
| Екстенсивна властивість            | символ | одиниці СІ | Інтенсивна (специфічна) властивість       | символ | одиниці СІ     | Інтенсивна (молярна) властивість           | символ   | одиниці СІ         |
| ---------------------------------- | ------ | ---------- | ----------------------------------------- | ------ | -------------- | ------------------------------------------ | -------- | ------------------ |
| Об'єм                              | V      | м3 або л   | Питомий об'єм *                           | v      | м3/кг або л/кг | Молярний об'єм                             | Vм       | м3/моль або л/моль |
| Внутрішня енергія                  | U      | Дж         | Питома внутрішня енергія                  | u      | Дж/кг          | Молярна внутрішня енергія                  | Um       | Дж/моль            |
| Ентальпія                          | Х      | Дж         | Питома ентальпія                          | ч      | Дж/кг          | Молярна ентальпія                          | Hm       | Дж/моль            |
| Вільна енергія Гіббса              | Г      | Дж         | Питома вільна енергія Гіббса              | g      | Дж/кг          | Хімічний потенціал                         | Gm або µ | Дж/моль            |
| Ентропія                           | С      | Дж/ К      | Питома ентропія                           | с      | Дж/(кг·K)      | Молярна ентропія                           | Sm       | Дж/(моль·K)        |
| Теплоємність при постійному об'ємі | CV     | Дж/ К      | Питома теплоємність при постійному обсязі | cV     | Дж/(кг·K)      | Молярна теплоємність при постійному об'ємі | CV,m     | Дж/(моль·K)        |
| Теплоємність при постійному тиску  | CP     | Дж/ К      | Питома теплоємність при постійному тиску  | c П    | Дж/(кг·K)      | Молярна теплоємність при постійному тиску  | CP,m     | Дж/(моль·K)        |

*Питомий об'єм є величиною, зворотною щільності.

#### Молярні властивості
Якщо можна визначити кількість речовини в молях, то кожну з цих термодинамічних властивостей можна виразити на основі молів, а їх назву можна доповнити прикметником молярний, що дасть такі терміни, як молярний об'єм, молярна внутрішня енергія, молярна ентальпія, і молярна ентропія. Символ для молярних кількостей можна вказати додаванням нижнього індексу «m» до відповідної екстенсивної властивості. Наприклад, молярна ентальпія {\displaystyle H_{\mathrm {m} }}. Молярну вільну енергію Гіббса зазвичай називають хімічним потенціалом, символом якого є {\displaystyle \mu }, особливо при обговоренні часткової молярної вільної енергії Гіббса {\displaystyle \mu _{i}} для компонента {\displaystyle i} в суміші.
Для характеризування речовин або реакцій у таблицях зазвичай повідомляють про молярні властивості відносно до стандартного стану. У цьому випадку додатковий верхній індекс {\displaystyle ^{\circ }} додається до символу. Приклади:
- {\displaystyle V_{\mathrm {m} }^{\circ }} = 22,41 Л/моль — молярний об'єм ідеального газу за стандартних умов температури й тиску.
- {\displaystyle C_{P,\mathrm {m} }^{\circ }} стандартна молярна теплоємність речовини при постійному тиску.
- {\displaystyle \mathrm {\Delta } _{\mathrm {r} }H_{\mathrm {m} }^{\circ }} це стандартна зміна ентальпії реакції (з підвипадками: ентальпія утворення, ентальпія горіння…).
- {\displaystyle E^{\circ }} це стандартний потенціал відновлення окисно-відновної пари, тобто енергія Гіббса над зарядом, яка вимірюється у вольтах = Дж/Кл.

## Обмеження
Загальна обґрунтованість поділу фізичних властивостей на екстенсивні та інтенсивні види розглядалася в курсі науки. Редліх зауважив, що, хоча фізичні властивості та, особливо, термодинамічні властивості найбільш зручно визначити як інтенсивні або екстенсивні, ці дві категорії не є всеохоплюючими, а деякі чітко визначені поняття, такі як квадратний корінь з об'єму, не відповідають жодному визначенню.
Інші системи, для яких стандартні визначення не дають простої відповіді, — це системи, в яких підсистеми взаємодіють при об'єднанні. Редліх зазначив, що віднесення деяких властивостей як інтенсивних або екстенсивних може залежати від способу упорядкування підсистем. Наприклад, якщо два ідентичних гальванічних елемента з'єднані паралельно, напруга системи дорівнює напрузі кожного елемента, тоді як перенесений електричний заряд (або електричний струм) є екстенсивним. Однак, якщо однакові елементи з'єднати послідовно, заряд стає інтенсивним, а напруга — екстенсивною. Визначення IUPAC не розглядають такі випадки.
Деякі інтенсивні властивості не застосовуються до дуже малих розмірів. Наприклад, в'язкість є макроскопічною величиною і не має значення для надзвичайно малих систем. Подібним чином, у дуже малому масштабі колір не є незалежним від розміру, як показано квантовими точками, колір яких залежить від розміру «точки».